# Добрашинович, Синиша
Синиша Добрашинович (черног. Siniša Dobrašinović; 17 февраля 1977, Иванград) — кипрский футболист черногорского происхождения, полузащитник.

## Биография
Начав играть в клубе «Рудар», Синиша оказался в Бельгии, где целый сезон просидел на скамейке запасных. Перебравшись на Кипр, играл в нескольких клубах высшей лиги. В 2001 году стал обладателем Кубка Кипра. С 2009 года приглашался в сборную Кипра. Сыграл 28 игр, забил гол (в ворота сборной Молдавии). В Казахстане запомнился тем, что в первом же матче чемпионата страны нанёс тяжёлую травму сербскому нападающему клуба «Тараз» Мирославу Лечичу.
В 2023 году работал ассистентом Александра Коржакова в «Кармиотиссе».